# Antoine-Benoît de Clermont-Tonnerre
Antoine-Benoît de Clermont-Tonnerre (* 1642 in Ravières; † 24. August 1678 in Fréjus) war ein französischer römisch-katholischer Bischof.

## Leben und Karriere
Antoine-Benoît de Clermont-Tonnerre entstammte der Adelsfamilie Clermont-Tonnerre. 1662 wurde er an der Sorbonne zum Doktor der Theologie promoviert. 1674 wurde er zum Bischof von Fréjus ernannt, aber erst 1676 geweiht. Am 22. November 1676 zog er feierlich in Fréjus ein. 1677 konnte er ein neues Priesterseminar eröffnen. 
Auf einer Visitationsreise kam es im Oktober 1677 in Tourrettes aus ungeklärten Gründen zu einem Zusammenstoß mit dem Ortsherren Graf Pierre de Villeneuve, der gegen ihn tätlich wurde. Clermont-Tonnerre belegte seinen Beleidiger mit Exkommunikation, musste sie aber im Juni 1678 rückgängig machen. Die Sache griff seine Gesundheit an. Er starb noch im August desselben Jahres im Alter von 36 Jahren und wurde in der Kathedrale von Fréjus beigesetzt.